# Aron Baynes
Aron Baynes (* 9. Dezember 1986 in Gisborne, Neuseeland) ist ein australischer Basketballspieler. Baynes ist 2,08 Meter groß und läuft meist als Center auf. Er nahm mit Australiens Nationalmannschaft an drei Olympischen Spielen teil. Nachdem Baynes im NBA-Draftverfahren 2009 nicht ausgewählt worden war, schloss er sich dem litauischen Verein BC Lietuvos Rytas an, wechselte später in die nordamerikanische Liga.

## Werdegang

### Australien
Baynes, der als Jugendlicher auch Rugby spielte, wurde 2004 und 2005 am Australian Institute of Sport gefördert. Auf Vereinsebene spielte er 2004 für die Cairns Marlins, mit denen er in dem Jahr die Meisterschaften in der Queensland Basketball League (QBL) sowie der Australian Basketball Association (ABA) gewann.

### USA
2005 ging er in die Vereinigten Staaten, nahm ein Studium an der Washington State University auf und spielte bis 2009 für deren Basketballmannschaft. Er bestritt 122 Spiele für „WSU“, in denen er im Durchschnitt 8,7 Punkte und 5,4 Rebounds erzielte. Baynes erlangte einen Hochschulabschluss im Fach Kinesiologie.

### Europa (2009–2013)
Nachdem Baynes im NBA-Draftverfahren 2009 nicht ausgewählt worden war, wechselte er im Jahr 2009 zum litauischen Spitzenclub BC Lietuvos Rytas, mit dem er in der Saison 2009/2010 litauischer Meister wurde. Dort absolvierte er seine ersten Spiele in der Euroleague, dem höchsten europäischen Basketballwettbewerb. In 27 Partien kam er in der litauischen Liga auf Mittelwerte von 9,3 Punkten, 3,6 Rebounds in durchschnittlich 13,6 Minuten Spielzeit je Begegnung. In der Euroleague erzielte er in zehn Partien durchschnittlich 5,5 Punkte und 3,0 Rebounds in 12,7 Minuten.
Am 15. Juli 2010 unterschrieb Baynes einen Zweijahresvertrag beim deutschen Bundesligisten EWE Baskets Oldenburg. In 40 Spielen für Oldenburg erzielte er im Durchschnitt 6,8 Punkte und 3,7 Rebounds. Aufgrund des unbefriedigenden Saisonverlaufs lösten die Niedersachsen den Vertrag mit Baynes aber bereits am 29. Juni 2011 wieder auf.
Am 24. August 2011 unterschrieb Baynes einen Einjahresvertrag beim griechischen Verein Ikaros Kallitheas. Am 1. August 2012 erhielt er einen Einjahresvertrag beim slowenischen Verein Union Olimpija Ljubljana. Am 5. Januar 2013 bestritt er seinen letzten Einsatz für die Mannschaft, da er einige Wochen später in die National Basketball Association (NBA) zu den San Antonio Spurs wechselte.

### NBA

#### San Antonio Spurs (2013–2015)
Am 23. Januar 2013 unterschrieb Baynes einen Vertrag bei den San Antonio Spurs. In seinem zweiten NBA-Spiel verzeichnete Baynes sieben Punkte, neun Rebounds und einen Block und verhalf damit den Texanern zu einem 102:78-Sieg gegen die Charlotte Bobcats. Während der Saison 2012/13 wurde Baynes mehrmals zum NBA-D-League-Team der San Antonio Spurs, den Austin Toros, geschickt.
Im vierten Spiel der ersten Runde der NBA-Playoffs 2013 gegen die Los Angeles Lakers stand Baynes erstmals in der Startaufstellung. Baynes wurde die Aufgabe anvertraut, Dwight Howard, einen der besten Center der Liga, zu verteidigen. In diesem Spiel erzielte Howard nur sieben Punkte. Die Spurs schafften es bis ins Finale, verloren dort aber in sieben Spielen gegen die Miami Heat.
Am 6. Mai 2014 verzeichnete Baynes in einem 116:92-Sieg gegen die Portland Trail Blazers im ersten Spiel der zweiten Runde mit 10 Punkten seinen bisherigen Playoff-Karrierehöchstwert. Die Spurs zogen 2014 erneut ins Finale ein und bezwangen dort diesmal die Miami Heat mit 4:1.

#### Detroit Pistons (2015–2017)
Am 12. Juli 2015 wechselte Baynes zu den Detroit Pistons, die ihm mit einem Zweijahresvertrag ausstatteten. Am 19. März 2016 erzielte Baynes mit 21 Punkten einen persönlichen NBA-Höchstwert und verhalf den Pistons damit zu einem 115:103-Sieg gegen die Brooklyn Nets.
Am 19. März 2017 holte Baynes neben 13 Punkten auch 17 Rebounds und erzielte damit einen neuen NBA-Karrierehöchstwert.

#### Boston Celtics (2017–2019)
Nachdem sein Vertrag bei den Pistons abgelaufen war, unterschrieb er am 19. Juli 2017 einen Vertrag bei den Boston Celtics.
Am 8. November 2017 legte Baynes 21 Punkte auf und führte die Celtics damit zu einem 107:96-Sieg gegen die Los Angeles Lakers. Am 11. April 2018, dem letzten Spiel der Hauptrunde der Saison 2017/18, erzielte Baynes 26 Punkte (neuer NBA-Karrierehöchstwert) sowie 14 Rebounds und verhalf den Celtics damit zu einem 110:97-Sieg gegen die Brooklyn Nets.

#### Phoenix Suns (2019–2020)
Am 6. Juli 2019 wurde Baynes zusammen mit den Draft-Rechten für Ty Jerome zu den Phoenix Suns getauscht. Als Deandre Ayton für 25 Spiele gesperrt wurde, sprang Baynes in dieser Zeit als Center in der Starting Five ein. Am 30. Oktober 2019 erzielte Baynes bei einem 121:110-Sieg gegen die Golden State Warriors 24 Punkte, 12 Rebounds und 7 Assists (neuer NBA-Karrierehöchstwert).
Am 6. März 2020 erzielte Baynes bei einem 127:117-Sieg gegen die Portland Trail Blazers 37 Punkte, traf 9 Dreier (beides neue persönliche Höchstwerte in der NBA) und holte 16 Rebounds. Die einzigen anderen Spieler in der Geschichte der Phoenix Suns, die neun Dreier in einem Spiel getroffen haben, waren vor ihm Channing Frye und Quentin Richardson. Baynes wurde außerdem der erste NBA-Spieler nach James Harden, der in einem Spiel mindestens 35 Punkte, mindestens 15 Rebounds und mindestens 9 Dreier in einem Spiel erzielt hat.

#### Toronto Raptors (2020–2021)
Am 25. November 2020 gaben die Toronto Raptors die Unterzeichnung eines Mehrjahresvertrages mit Baynes bekannt. Mitte August 2021 wurde Baynes' Vertrag mit Toronto aufgelöst, da er aufgrund einer bei den Olympischen Spielen in Tokio erlittenen Rückenmarksverletzung nicht spielfähig war.

### Australien
Ende Juli 2022 unterschrieb Baynes einen Vertrag bei den Brisbane Bullets aus der National Basketball League für die Saison 2022/23, um dort nach der langen Verletzungspause wieder im Leistungssport Fuß zu fassen.

## Nationalmannschaft
2009 bestritt Baynes sein erstes Länderspiel für Australien. Bei der Weltmeisterschaft 2014 war er mit 16,8 Punkten je Begegnung bester Korbschütze der australischen Mannschaft. Mit 9,6 Punkten je Begegnung lag Baynes bei den Olympischen Sommerspielen 2016 innerhalb von Australiens Auswahl auf dem zweiten Rang. Während des Gruppenspiels gegen Italien bei den 2021 veranstalteten Olympischen Sommerspielen 2020 zog sich Baynes eine Nackenverletzung zu, begab sich deshalb in die Umkleidekabine und stürzte dort. Er erlitt eine lebensgefährliche Rückenmarksverletzung und innere Blutungen, musste im Krankenhaus behandelt werden und war erst nach elf Tagen wieder in der Lage aufzustehen. Er begab sich in Australien in die Nachbehandlung, um seine körperliche Leistungsfähigkeit wiederherzustellen.
Turnierteilnahmen:
- Olympische Sommerspiele: 2012, 2016, 2020 (ausgetragen 2021)
- Weltmeisterschaft: 2010, 2014
- Ozeanische Meisterschaft: 2009, 2011

## Karriere-Statistiken

### NBA

#### Hauptrunde
| Saison  | Team        | GP  | GS  | MPG  | FG % | 3P % | FT % | RPG | APG | SPG | BPG | PPG  |
| ------- | ----------- | --- | --- | ---- | ---- | ---- | ---- | --- | --- | --- | --- | ---- |
| 2012–13 | San Antonio | 16  | 0   | 8.8  | .500 | .000 | .583 | 2.0 | 0.3 | 0.1 | 0.4 | 2.7  |
| 2013–14 | San Antonio | 53  | 4   | 9.3  | .436 |      | .905 | 2.7 | 0.6 | 0.0 | 0.1 | 3.0  |
| 2014–15 | San Antonio | 70  | 17  | 16.0 | .566 | .250 | .865 | 4.5 | 0.5 | 0.2 | 0.3 | 6.6  |
| 2015–16 | Detroit     | 81  | 1   | 15.2 | .505 | .000 | .764 | 4.7 | 0.6 | 0.3 | 0.6 | 6.3  |
| 2016–17 | Detroit     | 75  | 2   | 15.5 | .513 |      | .840 | 4.4 | 0.4 | 0.2 | 0.5 | 4.9  |
| 2017–18 | Boston      | 81  | 67  | 18.3 | .471 | .143 | .756 | 5.4 | 1.1 | 0.3 | 0.6 | 6.0  |
| 2018–19 | Boston      | 51  | 18  | 16.1 | .471 | .344 | .855 | 4.7 | 1.1 | 0.2 | 0.7 | 5.6  |
| 2019–20 | Phoenix     | 42  | 28  | 22.2 | .480 | .351 | .747 | 5.6 | 1.6 | 0.2 | 0.5 | 11.5 |
| 2020–21 | Toronto     | 53  | 31  | 18.5 | .441 | .262 | .707 | 5.2 | 0.9 | 0.3 | 0.4 | 6.1  |
| Gesamt  | Gesamt      | 522 | 168 | 16.0 | .489 | .308 | .794 | 4.6 | 0.8 | 0.2 | 0.5 | 6.0  |

#### Play-offs
| Saison  | Team        | GP | GS | MPG  | FG % | 3P % | FT %  | RPG | APG | SPG | BPG | PPG |
| ------- | ----------- | -- | -- | ---- | ---- | ---- | ----- | --- | --- | --- | --- | --- |
| 2012–13 | San Antonio | 4  | 1  | 5.8  | .571 |      |       | 1.3 | 0.0 | 0.0 | 0.0 | 2.0 |
| 2013–14 | San Antonio | 14 | 0  | 7.2  | .500 | .000 | .800  | 2.2 | 0.0 | 0.2 | 0.0 | 2.3 |
| 2014–15 | San Antonio | 4  | 0  | 10.0 | .300 |      | 1.000 | 2.5 | 0.3 | 0.0 | 0.0 | 2.3 |
| 2015–16 | Detroit     | 4  | 0  | 11.0 | .444 |      | .667  | 2.0 | 0.5 | 0.0 | 0.0 | 2.5 |
| 2017–18 | Boston      | 19 | 12 | 20.5 | .506 | .478 | .722  | 6.2 | 1.0 | 0.2 | 0.6 | 6.0 |
| 2018–19 | Boston      | 9  | 5  | 12.8 | .571 | .333 | .500  | 2.8 | 0.3 | 0.3 | 0.3 | 2.1 |
| Gesamt  | Gesamt      | 54 | 18 | 13.2 | .497 | .433 | .750  | 3.6 | 0.5 | 0.2 | 0.3 | 3.6 |